# Темин, Хауард
Говард Мартин Те́мин (англ. Howard Martin Temin; 10 декабря 1934, Филадельфия — 9 февраля 1994, Мадисон) — американский генетик, лауреат Нобелевской премии по физиологии и медицине в 1975 году (совместно с Дейвидом Балтимором и Ренато Дульбекко) «за открытия, касающиеся взаимодействия между онкогенными вирусами и генетическим материалом клетки».
Член Национальной академии наук США (1974), иностранный член Лондонского королевского общества (1988).
Младший брат — экономист Питер Темин.

## Обратная транскриптаза
Обратная транскриптаза была открыта Хауардом Теминым в Висконсинском университете в Мадисоне и независимо Дейвидом Балтимором в 1970 году в Массачусетском технологическом институте. Оба исследователя получили Нобелевскую премию в области физиологии и медицины в 1975 году совместно с Ренато Дульбекко.

## Награды и признание
- Премия НАН США в области молекулярной биологии[англ.] (1972)
- Pfizer Award in Enzyme Chemistry[англ.] (1973)
- Премия Альберта Ласкера за фундаментальные медицинские исследования (1974)
- Международная премия Гайрднера (1974)
- Нобелевская премия по физиологии и медицине (1975)
- Национальная научная медаль США (1992)